# 暖泉镇 (蔚县)
暖泉镇，是中华人民共和国河北省张家口蔚县下辖的一个镇，为2005年公布的第二批中国历史文化名镇。

## 行政区划
暖泉镇下辖以下地区：
中小堡村、北官堡村、西古堡村、太平庄村、西场庄村、西辛庄村、沙子坡村、风水庄村、东下官庄村、西下官庄村、趄坡村、千字村、光明村、宏胜庄村、郝家庄村和辛孟庄村。

## 全国重点文物保护单位
- 西古堡

## 中国传统村落
- 北官堡村
- 西古堡村

## 民俗
- 打树花